# Nationalküche

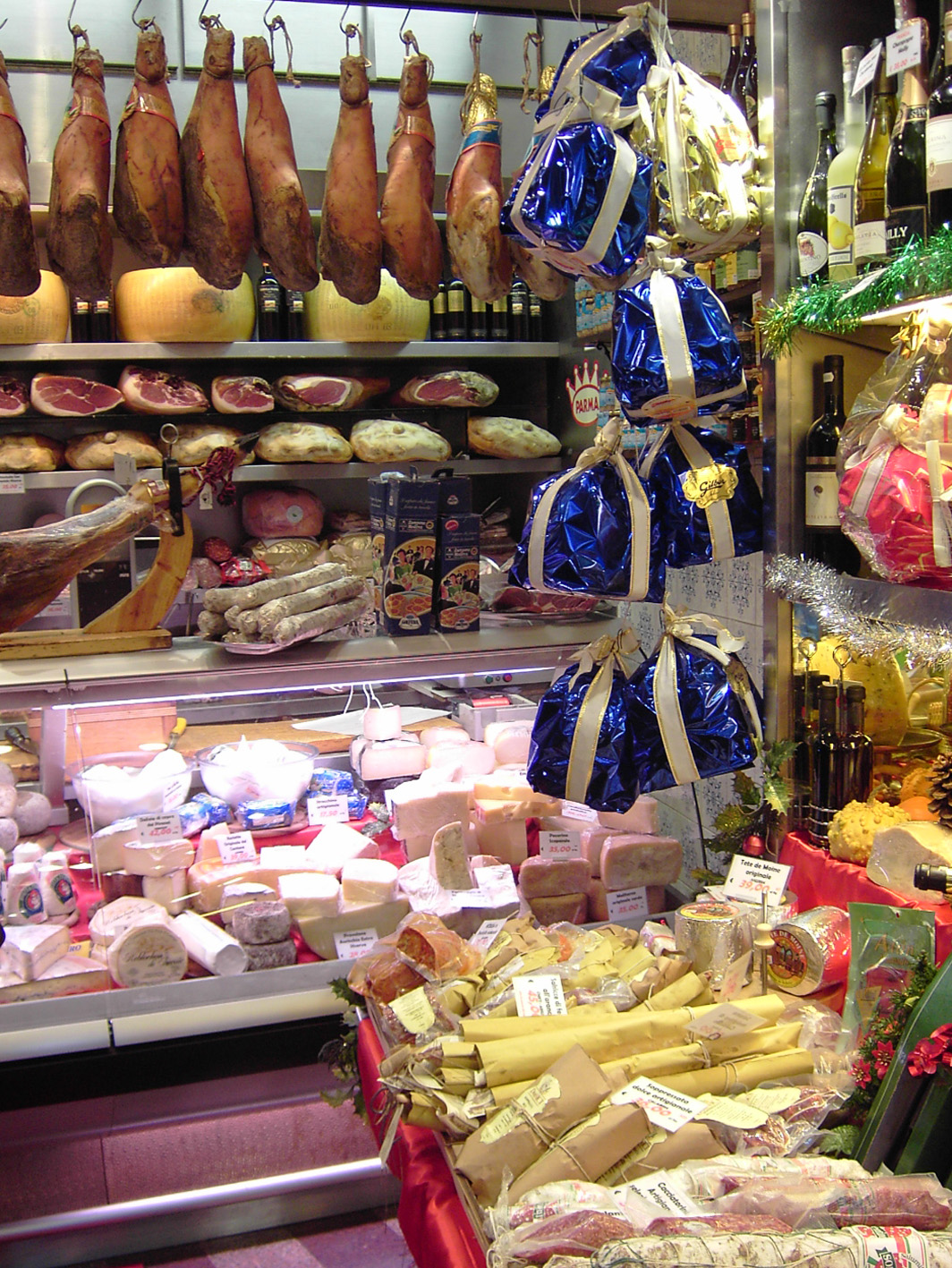
Italienisches Feinkostgeschäft in Rom

Der Begriff Nationalküche wird oft als Bezeichnung für die Küche eines Landes verwendet, also als Synonym für Landesküche. Ernährungssoziologen und Anthropologen bezeichnen damit jedoch einen kulinarischen Topos, der für einen angeblich spezifisch nationalen Kochstil und für Gerichte steht, die als typisch für eine Nation gelten und diese Küche von der anderer Länder unterscheidet. Die Nationalküche repräsentiert die „gehobene Küche“ eines Landes und gilt als wichtiger Bestandteil der nationalen Kultur. Besonders hervorgehobene Speisen eines Landes werden als Nationalgericht bezeichnet. Im allgemeinen Sprachgebrauch und in Kochbüchern gilt Nationalküche oft einfach als Oberbegriff für verschiedene Regionalküchen eines Landes.

## Allgemeines
Der Begriff Nationalküche wurde in Europa erst im 19. Jahrhundert gebräuchlich, da er in Zusammenhang steht mit der Idee des Nationalstaates. „Nationale Küchen sind in der Regel Konstrukte, die ihre Grundlage im Zeitalter der Nationalstaaten, also zumeist im 19. Jahrhundert haben. Diese Konstrukte halfen, die vielfältigen regionalen Küchen zu bündeln und nach außen, dem Fremden gegenüber, ein mehr oder minder einheitliches Bild aufzubauen.“
Nationalküchen haben aus soziologischer Sicht eine Doppelfunktion: Zum einen verstärken sie das Gefühl kultureller Identität der Bewohner eines Landes, indem sie mit positiven Konnotationen versehen werden, und zum anderen ermöglichen sie eine Abgrenzung von anderen Ländern und Kulturen. Andere Küchen und deren typische Gerichte werden häufig als weniger schmackhaft eingestuft und abgewertet. „Nationalküchen sind […] idealisierte Selbstbilder, die geeignet sind, Gefühle kultureller Überlegenheit gegenüber anderen Nationen zu fördern. Daneben existieren abschätzige Bezeichnungen über fremde, angeblich national übliche Kochstile.“
„Sie [die Nationalküchen] repräsentieren keineswegs, wie ihr Name vorgibt, alle in einem Staat vorhandenen Küchen oder eine gleichberechtigte Mischung aus einer Vielzahl von Küchen. Vielmehr gibt es viele Belege dafür, daß es der sozialen Klasse, die wesentlich den Staatenbildungsprozeß betreibt, gelingt, ihren Kochstil als nationalen durchzusetzen: so der […] Pariser Adel in Frankreich, die Gentry in England, die britischen Einwanderer in Nordamerika.“
Die nationalen Küchen einiger Länder genießen auch im Ausland einen guten Ruf und haben ein überwiegend positives Image, so dass sie den Kochstil anderer Länder beeinflussen. In Europa trifft das vor allem auf die französische Küche zu, in Asien auf die japanische Küche.

## Entstehung von Nationalküchen

### Frankreich
„Die französische Küche gilt in westlichen Gesellschaften und auch in den Oberschichten der Gesellschaften anderer Kontinente als die kulturell entwickelste Art der Speisenzubereitung.“ Die gehobene nationale Küche, die zu Beginn des 19. Jahrhunderts in Frankreich etabliert wurde, wird als Haute Cuisine bezeichnet. Begründet wurde sie von einflussreichen Köchen wie Marie-Antoine Carême und Auguste Escoffier sowie dem Gastrosoph und Autor Brillat-Savarin mit seinem Werk La Physiologie du Gout. Allerdings war die französische Küche auch im 17. und 18. Jahrhundert bereits bestimmend für die Küchen der Adelshäuser in Europa, da der französische Hof in dieser Zeit als kulturell führend galt. Laut der Soziologin Eva Barlösius ermöglichte die Einführung öffentlicher Restaurants und damit der Zugang des französischen Bürgertums zur gehobenen Kochkunst die Popularisierung dieses Kochstils und damit seine Verbreitung und Institutionalisierung. Die Restaurantköche etablierten ein bestimmtes Niveau der Zubereitung und der Speisenqualität; diese Tendenz wurde durch die Entstehung der Gastronomiekritik verstärkt. Die gehobene Restaurantküche wurde als Grande Cuisine bezeichnet. Darüber hinaus kam es in den französischen Oberschichten zu einem Konsens im Hinblick auf den Essstil mit einer Betonung des Genusses beim Essen.

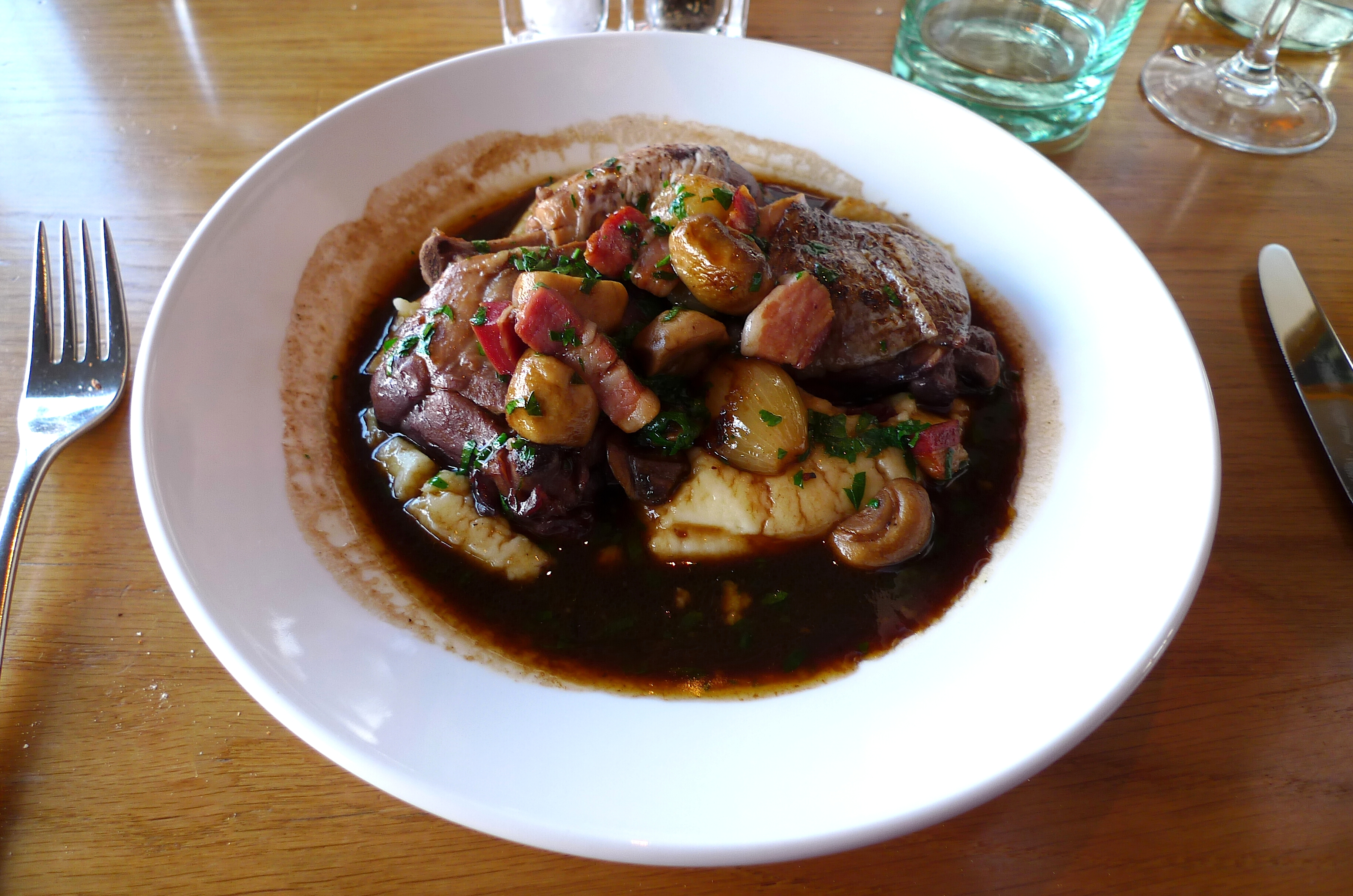
Coq au Vin – eines der französischen Nationalgerichte

Die französische gehobene Küche wurde in Frankreich zur Nationalküche erklärt und zum Vorbild für die Küchen anderer Länder, da sie als besonders kultiviert angesehen wurde. Barlösius spricht von einer „kulturellen Hegemonie“ der französischen Kochkunst. Dennoch wird auch in Frankreich landesweit nicht einheitlich gekocht, auch wenn der Topos der Nationalküche dies suggeriert. „Zwar hat sie außerhalb Frankreichs den Ruf einer Nationalküche, aber tatsächlich gibt es in Frankreich ebenso wie in allen anderen regional differenzierten Ländern verschiedenste Küchen, die in einem jeweils landschaftlich begrenzten Umfeld gekocht werden.“ Die südfranzösische Küche hat Merkmale der Mittelmeerküche, während in Nordfrankreich ähnlich gekocht wird wie in der badischen Küche.
Sidney Mintz teilt die Bewertung von Barlösius, dass es auch in Frankreich im Grunde nur Regionalküchen gibt: “French cuisine […] ist an artifice based on the various regional foods of people who live inside a political system. It's an artifice that sells cookbooks and brings tourists to France and customers to 'French' restaurants in America, but has little to do with the real social importance of cooking that varies significantly from one part of France to the next. […] Bouillabaisse is not French cusine […] it's the cuisine of Marseille.” (deutsch: „Die französische Küche […] ist ein Kunstprodukt, das auf verschiedenen Regionalgerichten der Leute basiert, die in einem politischen System leben. Sie ist ein Kunstprodukt, das Kochbücher verkauft und Touristen nach Frankreich bringt und Kunden in 'französische' Restaurants in Amerika, aber sie hat wenig zu tun mit der realen sozialen Bedeutung der Kochkunst, die sich in verschiedenen Teilen Frankreichs bedeutend unterscheidet. […] Bouillabaisse ist nicht französische Küche […], sondern die Küche von Marseille.“)

### Italien

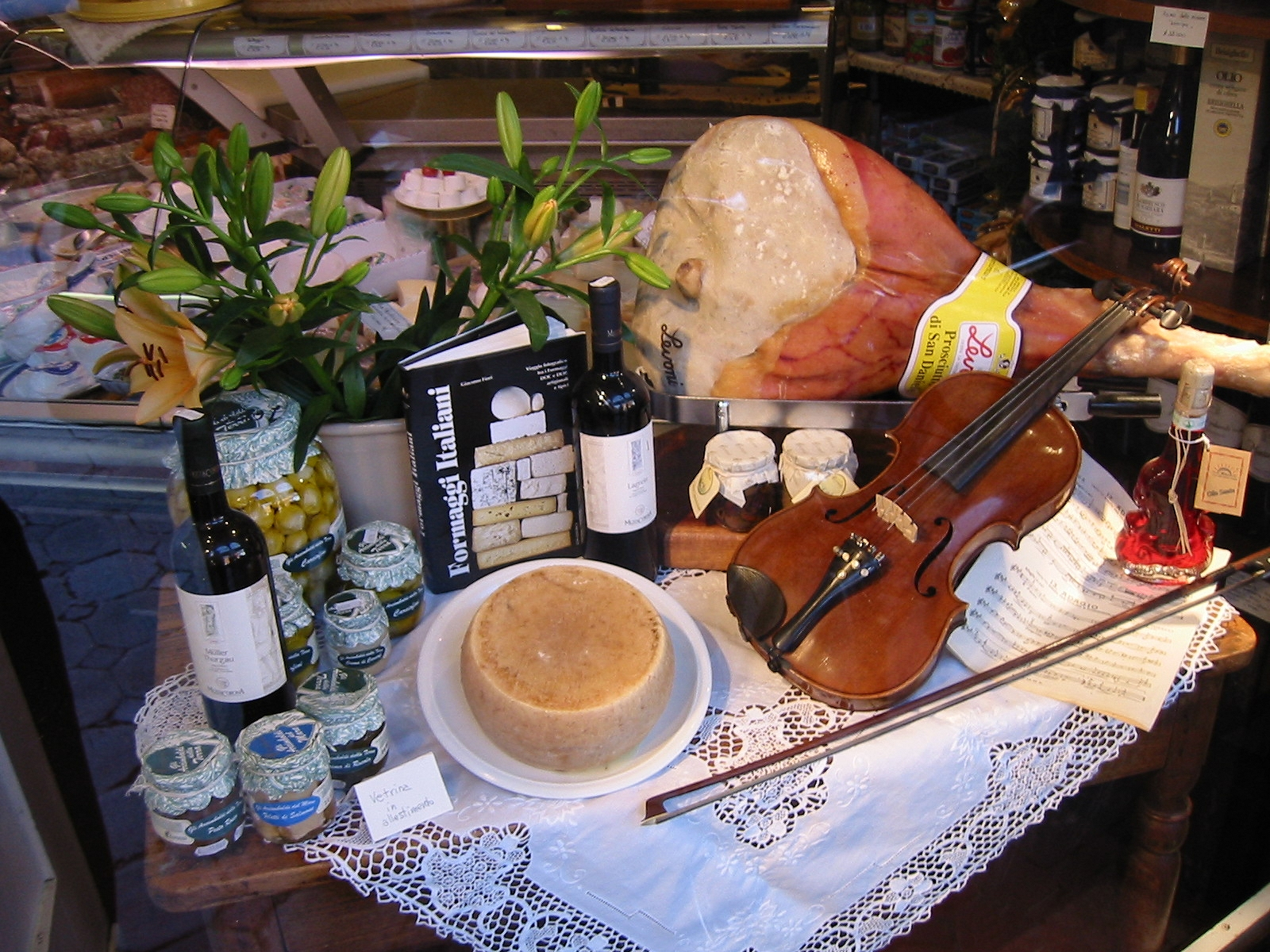
Auslage eines Feinkostgeschäfts in Imola

Der Gedanke einer italienischen Nationalküche, die die verschiedenen Regionalküchen des Landes zusammenfasst, geht auf einen einzigen Mann zurück, nämlich Pellegrino Artusi, der 1891 das erste gesamtitalienische Kochbuch mit dem Titel La scienza in cucina e l’arte di mangiar bene im Selbstverlag herausbrachte. Artusi war kein Koch, sondern ein Seidenhändler und Feinschmecker aus Florenz, der jahrelang Kochrezepte für sein Buch sammelte. Obwohl 1861 der italienische Einheitsstaat gegründet worden war, hatte sich bis zum Ende des 19. Jahrhunderts weder eine einheitliche Landessprache noch eine „Nationalkultur“ durchgesetzt. Die meisten Gerichte waren nur regional verbreitet und bekannt. Es war Artusis erklärtes Ziel, das zu ändern und eine italienische Küche zu schaffen. Sein Buch gilt in Italien heute als Standardwerk der nationalen Kochkunst und erschien allein bis zum Tod des Autors 1911 in 15 Auflagen.
Artusi nahm rund 800 Rezepte aus verschiedenen Regionen in sein Buch auf, allerdings ließ er den äußersten Süden des Landes unterhalb von Neapel aus – die süditalienische Küche galt damals als wenig kultiviert und rückständig. Das Werk führte gleichzeitig eine eigene italienische Küchensprache ein, denn bis dahin waren in ganz Europa französische Fachbegriffe üblich. Diese Dominanz wollte Artusi nicht länger akzeptieren. „Um sich wichtig zu tun, benutzen einige Köche die Fachsprache unserer uns wenig wohl gesinnten Nachbarn […]“. Bewusst gab er den Gerichten italienische Bezeichnungen, allerdings nahm er auch einige ausländische Speisen auf, zum Beispiel „il Sauerkraut“, „il Kugelhupf“ oder „il roast-beef“.

### Deutschland

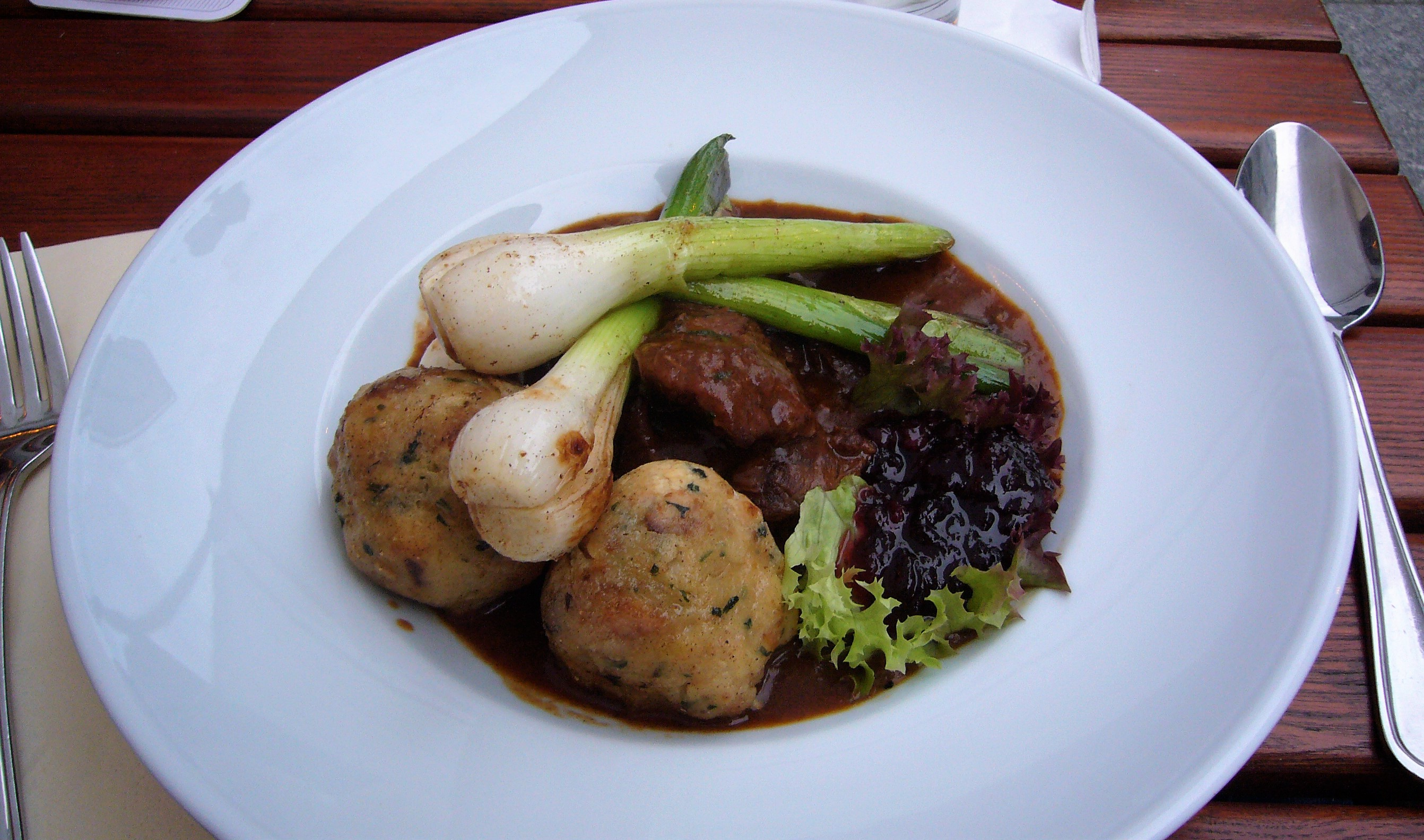
Traditionelles „deutsches Wildgericht“ in „etwas leichterer Version“: Hirschgulasch mit Semmelknödeln, sautierten Lauchzwiebeln und Preiselbeersauce

In der wissenschaftlichen Literatur ist die Auffassung vorherrschend, dass es keine nationale deutsche Küche gibt, sondern nur Regionalküchen. „Für die Vergangenheit ist […] kein Versuch erkennbar, aus den außerordentlich differenzierten Regionalküchen eine stilbildende für die gesamte deutsche Küche zu entwickeln.“
Die Küche des deutschen Adels orientierte sich in Deutschland bis zum Ersten Weltkrieg an der französischen Küche. Vertreter des Bürgertums distanzierten sich zwar seit dem 18. Jahrhundert von der angeblich „verkünstelten“ französischen Kochkunst und der „Verwelschung“ der deutschen Küche, beeinflussten die gehobene Kochpraxis jedoch nicht. Karl Friedrich von Rumohr kritisierte in seinem 1822 erschienenen Buch Der Geist der Kochkunst das „Abhandenkommen einer dem deutschen Temperament gemäßen Kost.“ Seine Empfehlungen betonten den Wert der so genannten Hausmannskost und regionaler Gerichte. Erst nach der deutschen Reichsgründung 1871 gab es in der populären Kochbuch-Literatur verstärkte Bemühungen, eine bürgerliche deutsche Nationalküche darzustellen.
Die bekannte Kochbuchautorin Henriette Davidis berücksichtigte in ihrem Praktischen Kochbuch für die gewöhnliche und feinere Küche (Erstauflage 1844) Rezepte verschiedener Regionen, doch erst in einer späteren Auflage von 1894 werden Ansätze erkennbar, eine „deutsche Küche“ zu schaffen. Einige Rezeptnamen werden nun eingedeutscht, etwa Omelette soufflèe in „Eier-Auflauf“. Außerdem gibt es Rezepte für eine „Deutsche Suppe“ und „Deutsche Waffeln“. Zur Zubereitung des Figaropudding heißt es, man solle die grüne Färbung des Originalrezepts weglassen, denn „man erhält dann die deutschen Farben und nennt den Pudding Nationalpudding“.
Bis heute lässt sich die deutsche Küche in zwei Regionen aufteilen, in denen die Kochgewohnheiten deutlich voneinander abweichen. Barlösius spricht von „norddeutscher Fleisch-Gemüse-Kost“ und „süddeutscher Milch-Mehlspeisen-Kost“.

### Japan

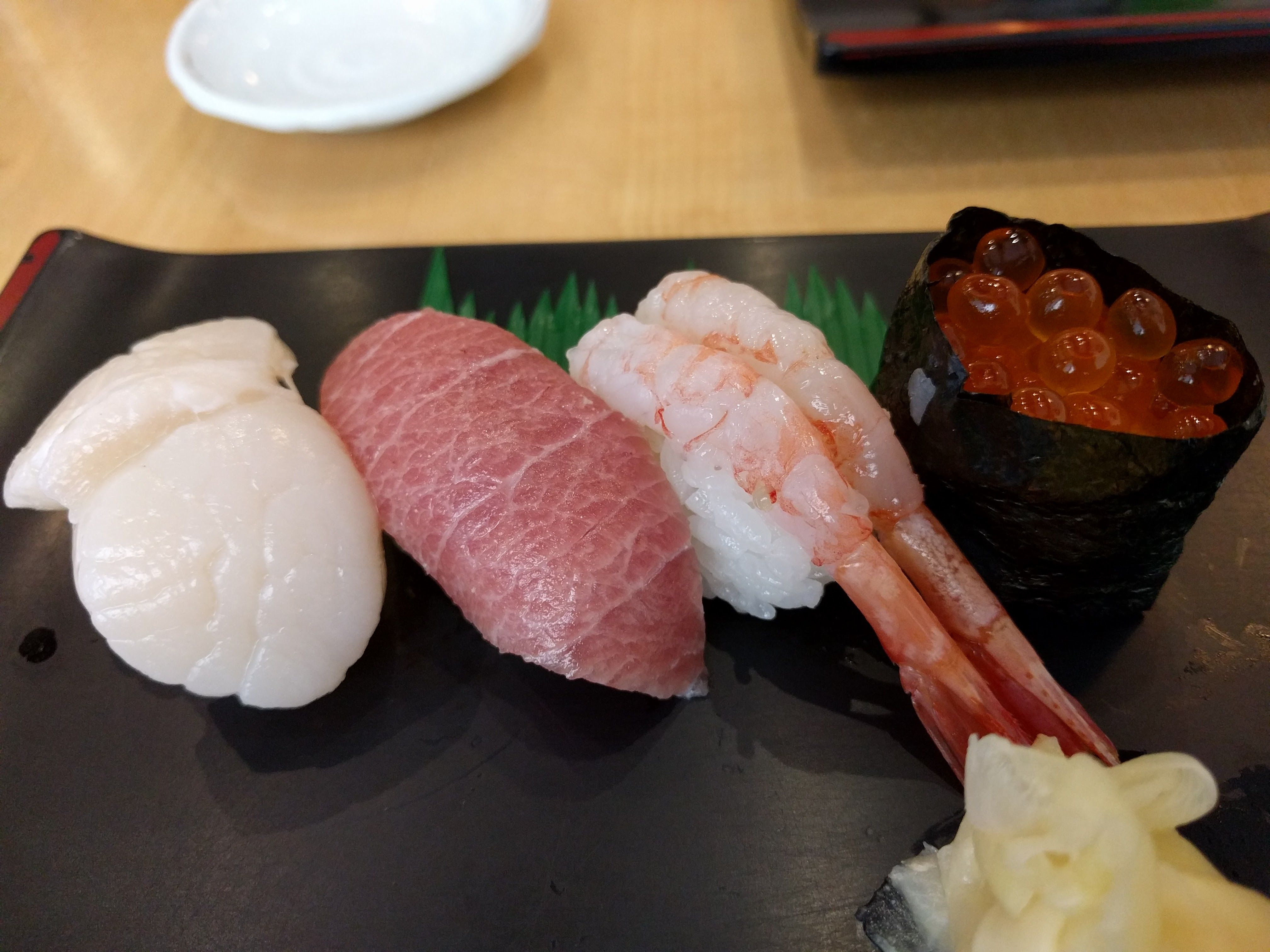
Hotategai-, Maguro-Toro-, Ama-Ebi- und Ikura-Sushi

Reis ist seit Jahrhunderten ein Lebensmittel mit hohem Prestige und von großer symbolischer  Bedeutung. Zur Alltagskost der breiten Bevölkerung gehört Reis jedoch erst seit der Mitte des 20. Jahrhunderts und erst zu dieser Zeit entstand das was heute als japanische Nationalküche gilt, nämlich ein Mahlzeitenschema mit Reis als Hauptbestandteil, ergänzt durch Suppe, sauer eingelegtes Gemüse und weitere Beilagen. Seit dem 13. Jahrhundert unserer Zeitrechnung waren diese Mahlzeiten ein Privileg der wohlhabenden Samurai und der Mönche. In den folgenden Jahrhunderten breiteten sie sich in weitere Bevölkerungskreise aus, nicht jedoch bei der einfachen Landbevölkerung, also bei der Bevölkerungsmehrheit. Sie aß bis zum Zweiten Weltkrieg vor allem Suppen; Hirse, Buchweizen und Gerste waren die Basis ihrer Ernährung.
In den 1950er Jahren verschwand das starke Gefälle zwischen Stadt und Land in der japanischen Ernährung und die Ernährungsstile verschiedener Regionen glichen sich stärker an, so dass eine relativ einheitliche Landesküche entstand. Ein wesentlicher Faktor war dabei die zunehmende Urbanisierung, aber auch der Einfluss von Auslandsjapanern und die Öffnung für westliche Lebensmittel. Zu dieser Zeit wurde Reis für die Gesamtbevölkerung erschwinglich. Ähnliches gilt für die Sojasauce, die heute als typische Grundzutat der japanischen Küche gilt. Das ist sie jedoch erst seit den 1980er Jahren auch auf dem Land. Vorher war das wichtigste Gewürz Miso, eine Sojapaste.

## Diskussion des Begriffs
Bekannte Ernährungssoziologen bezeichnen den Begriff Nationalküche als kulinarisches Stereotyp, Eva Barlösius spricht von „fiktiver Konstruktion“, Hans-Jürgen Teuteberg von „konstruiertem Mythos“. Damit ist gemeint, dass die angeblichen Nationalküchen gar nicht die realen Ess- und Kochgewohnheiten der Bewohner eines Landes repräsentieren und eher eine symbolische Funktion haben. Tatsächlich existent seien nur Regionalküchen. Die jeweils traditionell bevorzugten Lebensmittel einer Küche seien stark abhängig von den klimatischen Bedingungen und dem heimischen Angebot, und diese Faktoren seien wesentlich ausschlaggebender als politische Staatsgrenzen.
Jede Landesküche wird zudem beeinflusst und verändert durch Kontakte mit anderen Kulturen und Völkern. Die europäischen Küchen wurden zum Beispiel in der Neuzeit stark verändert durch neue  Agrarprodukte aus der so genannten Neuen Welt wie Kartoffeln und Tomaten.
Es gilt aber zum Beispiel auch für die japanische Küche, die nicht nur chinesische und koreanische Elemente übernahm (wie auch umgekehrt), sondern ebenfalls westliche Rezepturen und Gerichte japanisierte, etwa portugiesische Backwaren oder indisches Curry.
Eine wichtige Rolle spielt die Vermarktung von Nationalgerichten und Nationalküchen für den Tourismus, einige Wissenschaftler sehen darin sogar einen wesentlichen Anlass für ihre Konstruktion. “This fiction of a national cuisine is to a large extend the product of modern mobility and mass tourism. It is no more typical of country and people than the holiday brochure image of beaches, hotels and tourist restaurants […]” (deutsch: „Die Fiktion von Nationalküchen ist weitgehend das Produkt der modernen Mobilität und des Massentourismus. Sie ist nicht typischer für ein Land und seine Bewohner als das Bild eines Urlaubsprospekts von Stränden, Hotels und Touristenrestaurants“).